# 石桥街道 (淄博市)
石桥街道是中国山东省淄博市张店区下辖的一个街道。

## 行政区划
石桥街道下辖华瑞园居委会、魏家社区、南营社区、北营社区、王东社区、王北社区、王南社区、南石社区、刘东社区、刘西社区、小庄社区、闫桥社区、华侨城社区、亚运村社区、时代社区、新空间社区、荷香园社区、鲁厦花园社区、东吕村、赵庄村、北石村、朱庄村、丁庄村、马店村、王埠村、辛曹村、郭家村、杨楼村、闫高村、韩庙村、甘家村、罗斜村、刘斜村、小官村。